# Karl von Pflanzer-Baltin
Karl svobodný pán von Pflanzer-Baltin (německy Karl Alois Johann Wilhelm Freiherr von Pflanzer-Baltin) (1. června 1855 Pécs, Rakouské císařství – 8. dubna 1925, Vídeň) byl rakousko-uherský generál aktivní během první světové války.

## Život

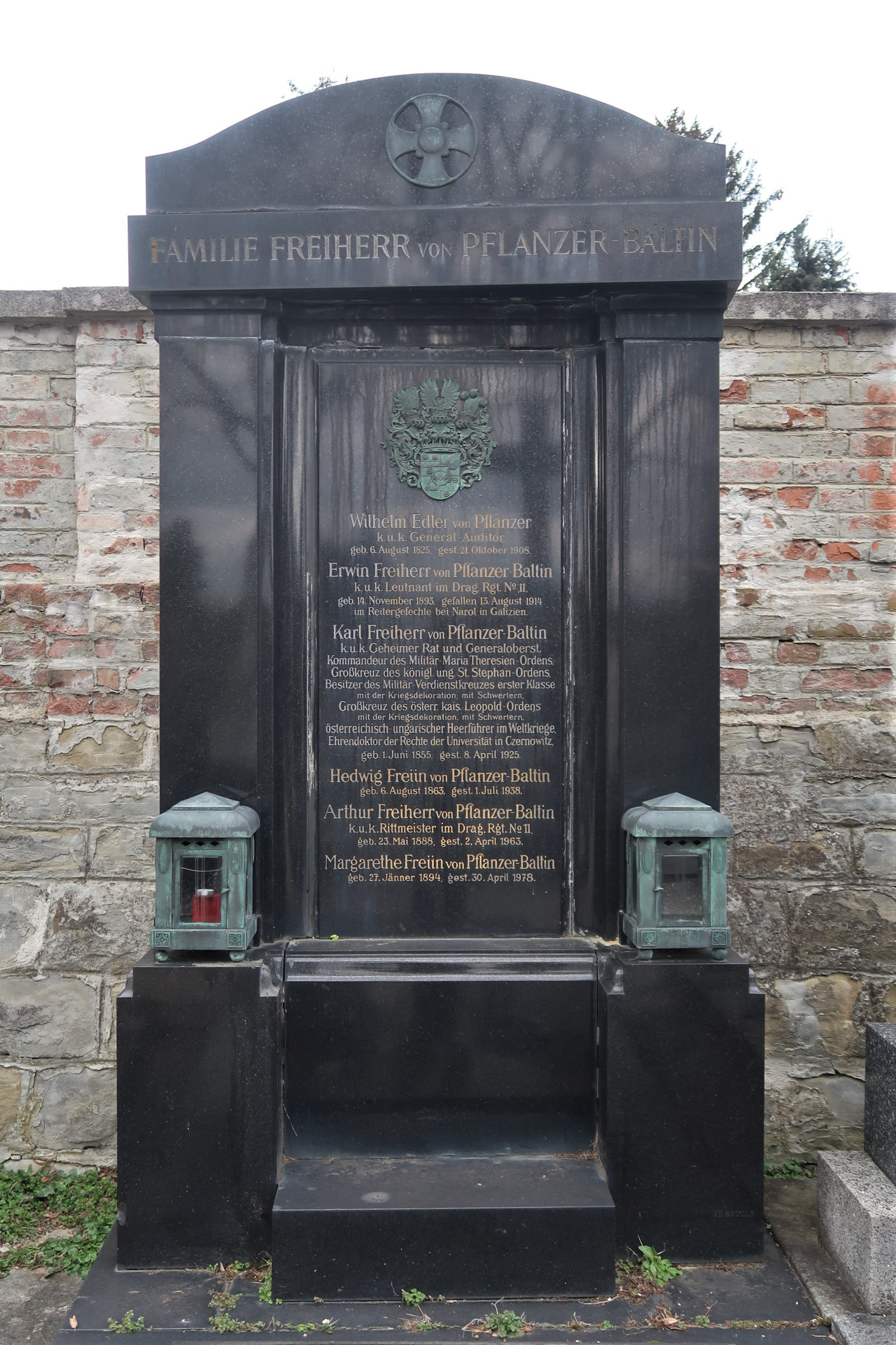
Hrobka rodiny Karla von Pflanzer-Baltin na hřbitově v Hietzingu

Po absolvování nižší reálné školy se Karl rozhodl nastoupit na kadetku v Mariboru a Eisenstadtu. V letech 1867–1871 studoval na Tereziánské vojenské akademii ve Vídeňském Novém Městě. (Mezi jeho spolužáky byli například Karl von Kirchbach auf Lauterbach či Arthur Giesl von Gieslingen). V roce 1875 byl povýšen do hodnosti poručíka a nastoupil službu v dragounském pluku č.1 (Dragonerregiment Kaiser Franz Nr.1) s umístěním v Mostě. V letech 1877–1878 navštěvoval důstojnickou školu v Pardubicích a v letech 1878-1880 Válečnou školu ve Vídni. Následně byl povýšen do hodnosti nadporučíka a zařazen do sboru důstojníků generálního štábu. Po různých štábních funkcích byl převelen k hulánskému pluku č.2 (Ulanenregiment Fürst zu Schwarzenberg Nr.2) v Tarnówě.
Poté se stal učitelem na vojenské akademii. V roce 1897 byl povýšen na plukovníka a přidělen ke štábu 11. sboru armádního sboru (1896–1903). V roce 1903 se stal generálmajorem a velitelem 32. pěší divize v Sibiu. Rok 1907 znamenal pro Karla další povýšení, tentokrát do hodnosti polního podmaršála, navíc byl jmenován velitelem 4. pěší divize v Brně. Po vypuknutí první světové války byl povýšen na generála jezdectva a získal velení nad jedním armádním sborem, který byl podle něj pojmenován Pflanzer-Baltin. Následně byl převelen na východní frontu, kde dokázal zastavit nápor Rusů. V únoru 1915 se mu za pomoci německých sil povedlo vytlačit Rusy z Černovic a později také přinutil jednotky ruského generála Brusilova k útěku. (Za tyto úspěchy byl v roce 1918 oceněn Vojenským řádem Marie Terezie v hodnosti komandér.) Následně se účastnil úspěšné bitvy u Gorlice. Po této bitvě byla z Karlových jednotek zformována 7. armáda.
V následujícím roce byl povýšen do hodnosti generálplukovníka. Jedním z jeho prvních neúspěchů byla účast při takzvané Brusilovově ofenzívě. Rusům se při této akci podařilo zatlačit 7. armádu zpátky a opět dobýt Černovice. Kvůli následným konfliktům s důstojnickým sborem požádal na doporučení arcivévody Fridricha o uvolnění ze služby. V listopadu 1916 opustil armádu a odešel do důchodu. Nicméně, po nástupu císaře Karla I. byl opět povolán do služby (1917). Byl jmenován generálním inspektorem pěších jednotek. 3. července 1918 pak převzal velení nad Armádní skupinou Albánie (Heeresgruppe Albanien).
Po skončení války odešel z armády a usadil se ve Vídni. Zemřel 8. dubna 1925 a je pochován na hřbitovu ve vídeňské čtvrti Hietzing.

## Rodina
Byl synem c.k. generálního auditora Wilhelma Pflanzera (1825–1908), který byl v roce 1893 na základě majestátu císaře Františka Josefa I. povýšen do šlechtického stavu a obdržel titul Edler von.
V roce 1889 se oženil s Hedwigou Feger de Mercyfalva et Temes-Zsadany (1863–1936), se kterou měl dva syny. Starší Arthur (1888–1963) sloužil za první světové války u jezdectva c. k. armády, později byl úředníkem. Mladší Erwin (1893–1914) padl jako nadporučík v Haliči.

## Tituly a ocenění
Spolu s otcem byl v roce 1893 povýšen do šlechtického stavu a v roce 1897 odkazem svého bezdětného strýce Josefa Baltina získal titul svobodného pána se jménem Pflanzer-Baltin. V roce 1915 obdržel titul c. k. tajného rady s nárokem na oslovení Excelence a od roku 1915 byl také čestným majitelem pěšího pluku č. 93 dislokovaného v předválečném období v Krakově. V roce 1916 získal čestný doktorát na univerzitě v Černovicích. V roce 1917 byl jmenován doživotním členem rakouské Panské sněmovny. Během vojenské služby získal řadu vyznamenání v Rakousku-Uhersku i od zahraničních panovníků. 
- Vojenský záslužný kříž III. třídy (1895)
- Jubilejní pamětní medaile (1898)
- Řád železné koruny III. třídy (1901)
- Vojenský jubilejní kříž (1908)
- rytířský kříž Leopoldova řádu (1909)
- Leopoldův řád I. třídy s válečnou dekorací (1914)
- Vyznamenání za zásluhy o Červený kříž s válečnou dekorací (1915)
- Vojenský záslužný kříž I. třídy s válečnou dekorací (1916)
- Vojenská záslužná medaile (1916)
- velkokříž Leopoldova řádu s válečnou dekorací (1917)
- komandérský kříž Vojenského řádu Marie Terezie (1918)
- velkokříž Královského uherského řádu svatého Štěpána (1918)

### Zahraničí
- rytířský kříž Řádu rumunské hvězdy (1901, Rumunsko)
- Řád pruské koruny I. třídy (1910, Německo)
- Železný kříž II. třídy (1916, Německo)
- Železný kříž I. třídy (1916, Německo)
- Zlatá a stříbrná medaile Řádu Imtiaz (1916, Osmanská říše)